# France Audoul
France Audoul (* 1894 in Lyon; † 1977) war eine französische Malerin und Widerstandskämpferin der Résistance. Sie war im Konzentrationslager Ravensbrück inhaftiert und schuf dort 32 Skizzen mit Szenen aus dem Lageralltag und Porträts. Unter anderem für diese Bilder, die (zusammen mit Gedichten aus ihrer Feder) 1966 in dem Album 150 000 Frauen in der Hölle (französisches Original: 150 000 femmes en enfer) veröffentlicht wurden, erlangte sie weltweite Bekanntheit.

## Leben
France Audoul wuchs in Lyon in einer Künstlerfamilie auf und erhielt drei Jahre Unterricht an der dortigen Kunsthochschule. Sie war in diversen Kunstwerkstätten in Paris tätig, bevor sie 1943 als Widerstandskämpferin nahe Toulouse verhaftet und nach Ravensbrück deportiert wurde. Nach dem Krieg nahm sie die Malerei trotz angeschlagener Gesundheit wieder auf und war an zahlreichen Ausstellungen beteiligt.